# Weird NJ
Weird NJ (littéralement : N(ew)J(ersey) bizarre) est un magazine bisannuel publiant des légendes, des mythes locaux et des histoires de fantômes du New Jersey. Créé en 1989 par l'écrivain Mark Moran et l'illustrateur Mark Sceurman (en), il est publié à Bloomfield, dans le New Jersey.

## Histoire
Weird NJ a d'abord été un fanzine, avant de devenir un véritable magazine en 1992.